# تجربة عمياء

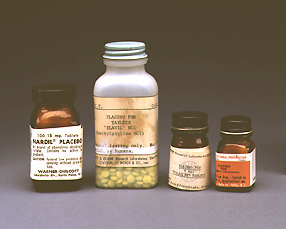

التجربة العمياء (بالإنجليزية: blind experiment)‏ هي تجربة تكون معلومات الاختبار فيها والتي يمكن أن تسبب تحيزا في نتائج الاختبار متكتما عليها ومخفية عن القائم بالفحص (الفاحص) والخاضع له (مريض غالبا)، أو كليهما حتى نهاية الاختبار. والتحيز قد يكون مقصودا أو غير مقصود. وتسمى التجربة التي يكون فيها الفاحص والخاضع للفحص كلاهما معمى عليه بالتجربة ثنائية التعمية أو التجربة مزدوجة التعمية.
اختبار التعمية استخدم حيث المواد تكون مقاسة بدون تأثيرات من تفضيلات المختبرات (الفاحصات) أو التوقعات، على سبيل المثال في التجارب الدوائية السريرية تقيّم الفعالية للأدوية العلاجية (الطبية) والإجراءات دون أثر الدواء الوهمي، أو تحيّز المراقب، أو الحيلة المعتمدة؛ واختبار المقارنة للمنتجات التجارية لتقييم بموضوعية تفضيلات المستخدم بدون كونها متأثرة بالوسم والخواص الأخرى ليس لكونها مختبرة.
تستطيع التعمية أن تكون مفروضة على الباحثين، التقنيين، المواد.وما يقابل التجربة بالتعمية هو التجربة المفتوحة.
تجارب التعمية هي أدوات هامة في المنهج العلمي في العديد من حقول البحث-علم الطب، علم النفس، والعلوم الاجتماعية، العلوم الطبيعية كعلم الفيزياء وعلم الأحياء، العلوم التطبيقية كأبحاث السوق والعديد غيرها.
في بعض المجالات، كاختبار الدواء الطبي، تجارب التعمية تعتبر أساسية.
في بعض الحالات، بينما تعطي التجارب العمياء نتائج مفيدة، إلا أنها تكون غير عملية أو غير أخلاقية، مثال على ذلك: علم نفس النمو، برغم أنه يكون من المفيد أن نربي طفلا تحت ظروف التجربة العشوائية كوضعه على جزيرة نائية، مع تثقيف مصمم بشكل مخصوص، إلا أن ذلك يعارض الأخلاق وحقوق الإنسان.
مصطلح «عمياء» (صفة) أو «أن تعمّي» (فعل متعد) عندما يستخدم بهذا المنطق يكون صورة تصويرية للفكرة الحرفية لشخص معصب العينين.
فالمصطلح «مقنَّع» أو «أن يقنِّع» يمكن أن يستخدم بنفس المعنى، وهذا هو المصطلح الشائع في طب العيون، بينما «عمياء» تستخدم من أجل حاسة النظر بشكل حرفي.

## تاريخ
إحدى أولى المقالات الأولى التي دعت إلى نهج معمى في التجارب بشكل عام، جاءت من كلود برنارد في النصف الثاني من القرن التاسع عشر، الذي أوصى بتقسيم أي تجربة علمية بين صاحب النظرية الذي يتصورها، وشخص لا يعرف عنها شيء (يفضل أن يكون غير متعلم)، المراقب الذي يسجل النتائج دون علم مسبق بالنظرية أو الفرضية التي يتم اختبارها، هذا الاقتراح يتناقض بشكل صارخ مع الاتجاه السائد في عصر التنوير الذي كانت فيه المشاهدات العلمية متوفرة فقط بشكل موضوعي عندما تُجرى بواسطة علماء على علم جيد بالمعلومات.
وأصبحت الطرق ثنائية التعمية في الصدارة منذ منتصف القرن العشرين.

## التجارب مزدوجة التعمية
وهنا يجب اعاده توجيه مصطلح مزدوجة التعمية، ولا يجب الخلط بينه وبين ازدواجيه العمى. إن «مزدوجة التعمية» تصف طريقة خاصة وصارمة لإجراء تجربه وتهدف إلى اقصاء «الانحياز» غير المعترف به وغير الموضوعي والتي قد يحمله الخاضعين للتجربة (و هم عادة من البشر) والمشرفين عليها.
هذا وقد استخدمت دراسة مزدوجة التعمية لأول مرة في عام 1907 من قبل (دابليو.اتش. ار. ريفيرز) و (اتش. ان.وييبر) في بحثهما حول تأثيرات الكافيين.
في معظم الحالات تؤخذ تجارب مزدوجة التعمية في عين الاعتبار لتحقيق معيار أعلى من الصرامة العلمية مقارنة بتجارب فردية التعمية أو التجارب غير العمياء.
و في هذه التجارب المزدوجة التعمية لا يكون لدى المشاركين ولا الباحثين أي معرفة بمن من المشاركين ينتمي لأي مجموعة سواء كانت تجريبية أو ثابت للمقارنة. ولا يتم إعلام الباحثين بانتماء المشاركين لأي من المجموعات إلا بعد أن يتم تسجيل كل البيانات (وفي بعض الحالات حتى تحليلها).
إن القيام بتجربة بطريقة مزدوجة التعمية يمكن له أن يقلل بشكل كبير من قوه الفرضيات المسبقة أو الادلة المادية (مثال على ذلك تأثير الدواء الوهمي، تحيز المراقبين وتحيز المختبريين)والتي قد تؤدي إلى تشويه النتائج وذلك بجعل الخاضعين للتجربة والباحثين يتصرفون بشكل مختلف عن عاداتهم اليومية.
إن التكليف العشوائي للخاضعين للتجربة سواء بالمجموعات التجريبية أو المقارن الثابت هو جزء حساس جدا في أي تصميم بحثي لمزدوجة التعمية. والمفتاح لتعريف الخاضعين للتجربة ولأي مجموعة ينتمون يجب أن يكون مع طرف ثالث ولايتم الكشف عنه للباحثين حتى نهاية الدراسة.
إن أساليب مزدوجة التعمية يمكن أن تطبق في أي حالة تجريبية يكون فيها إمكانية لتأثر النتائج بالانحياز الواعي أو غير الواعي من قبل جزء من الباحثين أو المشاركين أو كلاهما معا.
و على سبيل المثال، في الدراسات المطبقة على الحيوانات، نجد انه لابد من تعمية أولئك الذين يتعهدون الحيوانات بالرعاية وأولئك الذين يقيمون النتائج، والا يمكن للمتعهدين أن يعاملوا الحيوانات الخاضعة للتجربة بشكل مختلف وبالتالي التأثير على النتائج.
أما بالنسبة للتجارب المحكمة بالحاسوب فيتم خطأ الإشارة إليها أحيانا بتجارب مزدوجة التعمية. هذا ولا يمكن للبرامج ان تنتج نفس الانحياز المباشر بين الباحث والخاضع للتجربة. إن تطوير دراسات المسح المزودة للخاضعين لها من خلال الحاسوب يظهر لنا أن الانحياز يمكن ان يبنى بسهوله خلال العملية.
كما ان نظم التصويت هي الأخرى أمثلة حيث يمكن للانحياز أن ينتظم بسهولة إلى نظام واضح يعتمد الآلة البسيطة.
وفي تشابه جزئي مع الباحث البشري الموصوف فيما سبق، فإن الجزء البرمجي الذي يزودنا بالتفاعل مع البشر، يعطى للخاضع للتجربة كما يعطى للباحث المعمى بينما الجزء البرمجي الذي يحدد المفتاح هو طرف ثالث.
ومثال عليه اختبار ABX حيث يكون على الخاضع للتجربة البشري أن يحدد «منبه X» غير معرف على أنه إما A أو B.

## الاستعمال

### في الطب
تكون التجربة العمياء المزدوجة سهلة التطبيق إلى حد ما في الدراسات الدوائية، حيث يتم إعداد الدواء الذي يتم اختباره ودواء المراقبة control (إما دواء وهمي أو دواء موجود بالفعل)ليحملا نفس الشكل (اللون والطعم..إلخ).
المرضى يوزعون عشوائيا بين مجموعة المراقبة والمجموعة التجريبية ويعطيهم منسق الدراسة أرقاما عشوائية مطابقة لأرقام عشوائية مشفرة للأدوية. لا أحد من المرضى أو الباحثين الذين يراقبون النتائج يعلم أي من المرضى يتلقى أي نوع من الأدوية، حتى تنتهي التجربة ويتم كشف الشفرة العشوائية.

## روابط خارجية
- "control group study" – The Skeptic’s Dictionary – More on why double blind is important.
- PharmaSchool JargonBuster Clinical Trial Terminology Dictionary